# Chersotis sarhada
Chersotis sarhada là một loài bướm đêm trong họ Noctuidae.